# Centre de recherche et développement Skolkovo
Le centre de recherche et développement Skolkovo (aussi connu sous le nom de « Silicon Valley russe ») est un parc technologique à Skolkovo, une localité rurale située à l'ouest de Moscou.
Ce site est doté de bâtiments ultra-modernes, qui sont utilisés par des sociétés scientifiques et technologiques.
Le président russe Dimitri Medvedev a annoncé le lancement de ce projet le 12 novembre 2009.

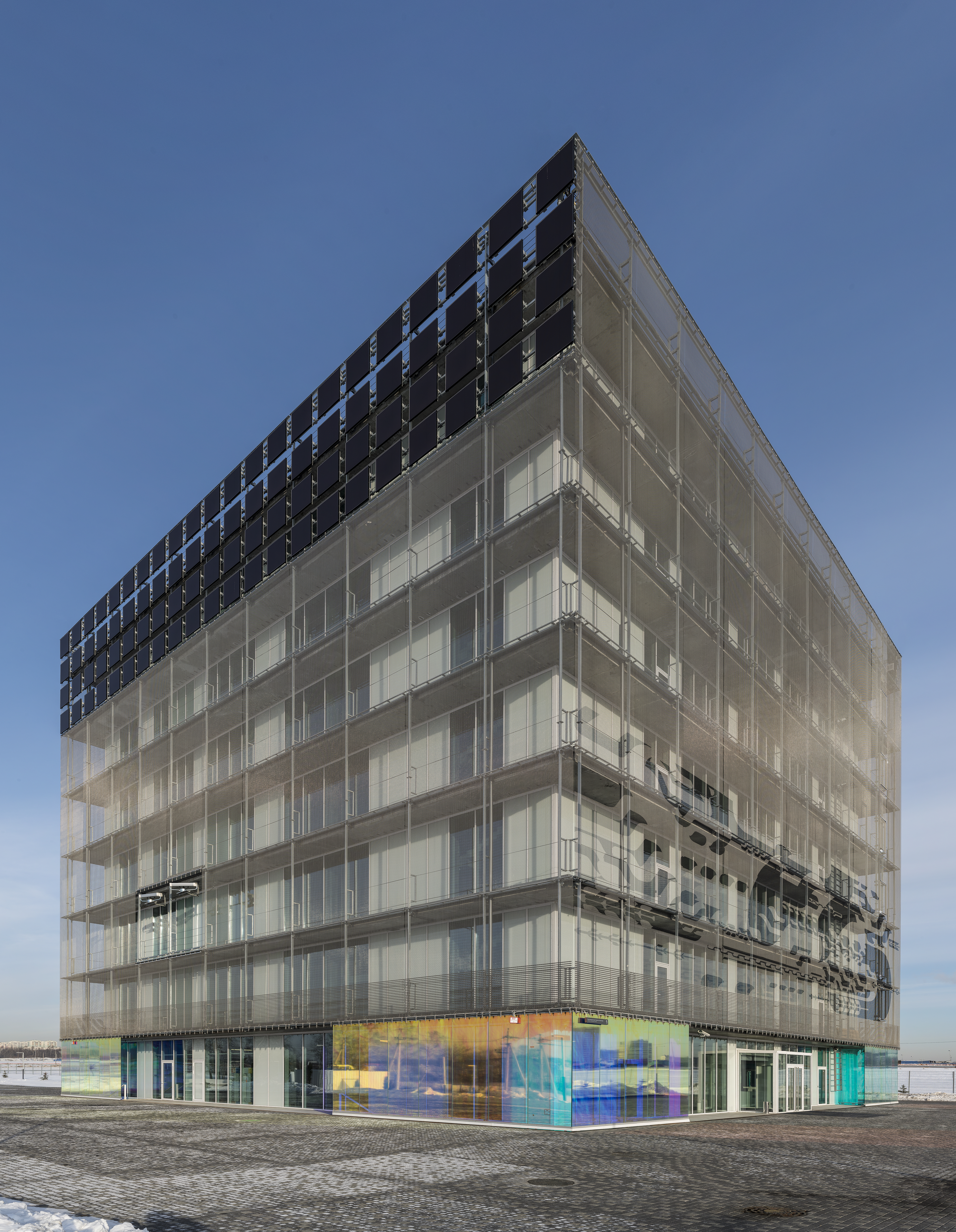
HYPERCUBE, bâtiment innovant

Une fondation est créée pour faciliter le déroulement du projet et les relations avec les entreprises participantes. Craig Barrett, ancien P-DG d'Intel, et Viktor Vekselberg, directeur du comité de surveillance du fonds d'investissement Renova, sont nommés coresponsables.

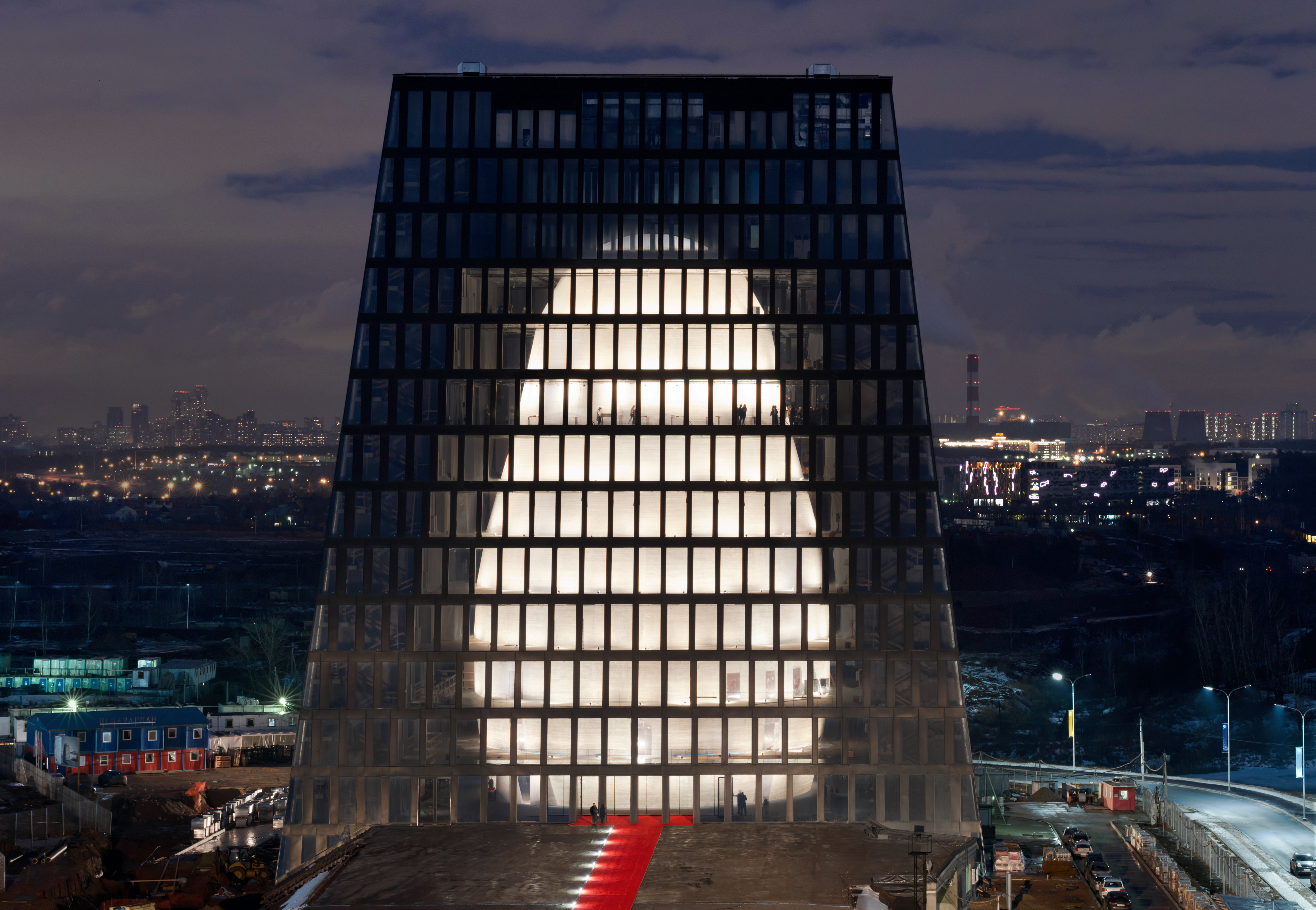
MATREX est le principal bâtiment public de Skolkovo

Le centre abrite plusieurs objets architecturaux innovants, notamment les bâtiments Matrix et Hypercube de Boris Bernaskoni.

## Avancé du projet
- 12 novembre 2009 : déclaration de Dimitri Medvedev concernant la nécessité de construire un centre moderne de recherche et développement en Russie dans le cadre du projet de modernisation du pays.
- 19 mars 2010 : la ville de Skolkovo est retenue comme hôte. Cinq priorités de modernisation sont décidées : énergie, IT, télécommunication, nucléaire et biotechnologie.
- 28 septembre 2010 : le président russe fait voter une loi fédérale concernant la création, la maintenance, et le bon déroulement des activités du centre.
- 1er novembre 2010 : signature d'un accord de coopération entre Microsoft et la fondation.
- 3 novembre 2010 : signature d'un accord de coopération entre la fondation et le Service d'Immigration Fédéral (FMS) pour faciliter l’obtention des visas et des permis de travail pour tous les scientifiques étrangers.
- 17 novembre 2010 : signature d'un accord de coopération entre Nokia et la fondation.
- 22 novembre 2010 : signature d'un accord de coopération entre Cisco et la fondation.
- 14 décembre 2010 : début de la construction.
- 2 mars 2011 : signature d'un accord de coopération de Alstom, EADS et AREP avec la fondation.
- 23 mars 2011 : ouverture d'un bureau représentatif de Skolkovo dans la Silicon Valley.
- 27 avril 2011 : signature d'un accord de coopération entre Ericsson et la fondation.
- 2010 : construction du bâtiment innovant, Hypercube, de Boris Bernaskoni.
- 2017 : construction du principal bâtiment public de centre, MATREX, de Boris Bernaskoni.